# یوجین لاورنچوک
یوجین لاورنچوک (روسی: Лавренчук Евгений Викторович؛ زادهٔ ۲۴ ژوئن ۱۹۸۲) بازیگر، کارگردان نمایش اهل اوکراین است.